# Thorner
Thorner är en by och en civil parish i Leeds i Storbritannien. Den ligger i grevskapet West Yorkshire och riksdelen England, i den centrala delen av landet, 270 km norr om huvudstaden London. Orten har 1 503 invånare (2001).